# Adrien-Gaston Calley Saint-Paul de Sinçay

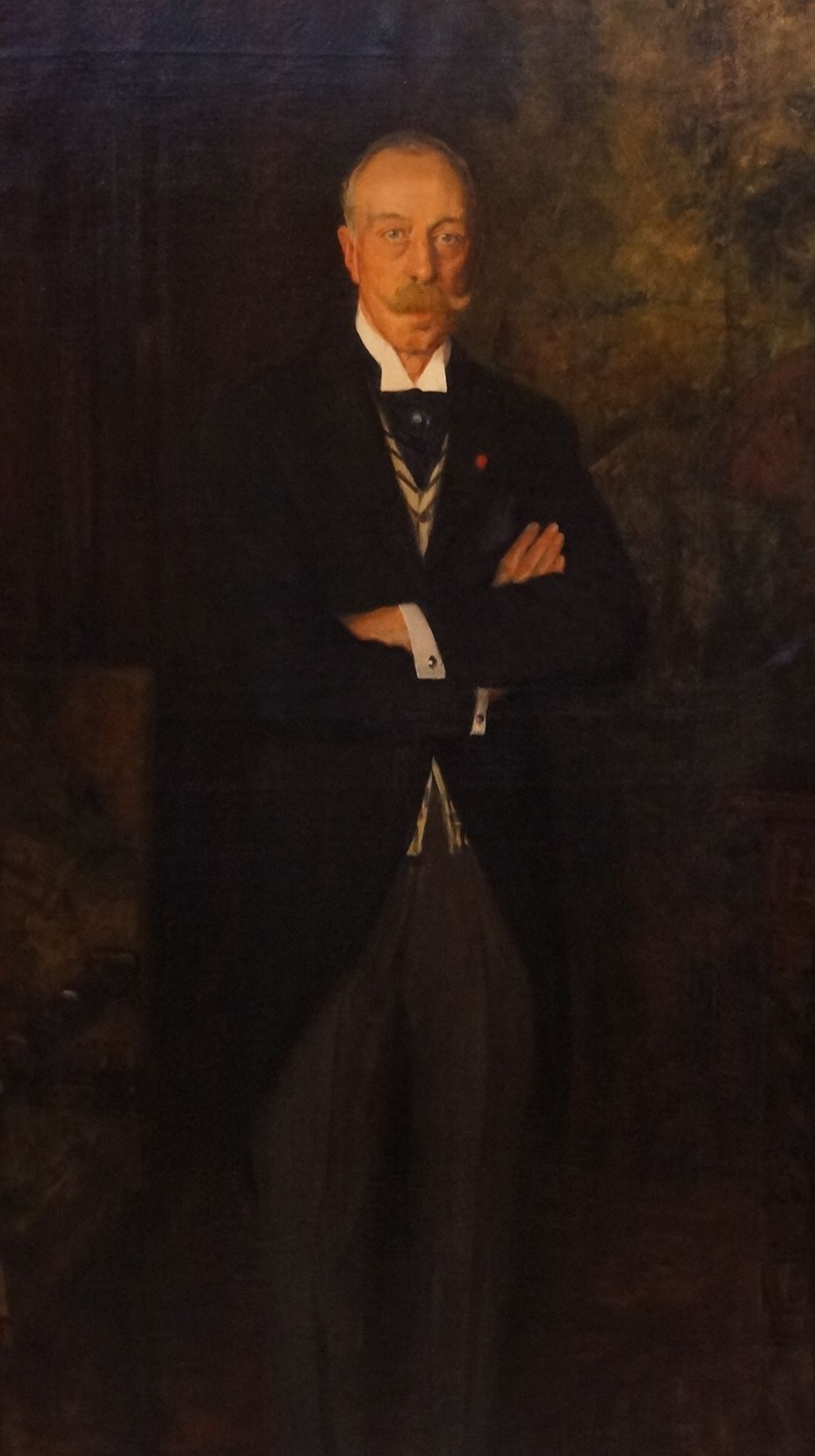
Adrien-Gaston Calley Saint-Paul de Sinçay

Adrien-Gaston Calley Saint-Paul de Sinçay (Angleur, 9 juli 1854 - Brussel, 19 maart 1938) was een Belgisch industrieel en Olympisch deelnemer.

## Biografie

### Familie
Adrien-Gaston Calley Saint-Paul de Sinçay was een telg uit de oude burgerlijke, Parijse familie Calley. Hij was een zoon van de Franse industrieel Louis-Alexandre Calley Saint-Paul de Sinçay (1815-1890) en Léontine Horric de Beaucaire (1823–1898). Hij trouwde met de Russische gravin Elena (Hélène) Andrievna Bloudoff (1861-1932). Ze kregen een zoon en twee dochters:
- Marie-Antoinette Calley Saint-Paul de Sinçay (1881-1977), trouwde in 1901 in Angleur met baron Josse Allard (1868-1931), bankier en filantroop, zoon van Victor Allard, bankier, senator, vicegouverneur van de Nationale Bank van België en burgemeester van Ukkel. Ze kregen vijf kinderen, waaronder Antoine Allard en Olivier Allard, met afstammelingen tot heden.
- Henry Callay Saint-Paul de Sinçay (1883-1924), trouwde met Marie-Louise Logan (1888-), kleindochter van John A. Logan, Amerikaans militair, senator en volksvertegenwoordiger. Ze kregen een dochter, maar zonder afstammelingen.
- Marie-Louise Calley Saint-Paul de Sinçay (1885-1968), trouwde in 1906 in Angleur met prins Albert de Ligne (1874-1957), diplomaat, vicevoorzitter van het Belgische Rode Kruis, voorzitter van de Nationale Belgische Liga tegen Kanker en voorzitter van het Belgisch Olympisch Comité. Ze kregen een zoon en drie dochters, met afstammelingen tot heden.

### Loopbaan
Caley Saint-Paul de Sinçay studeerde rechten aan de Universiteit van Parijs. Na zijn studies ging hij bij Société des Mines et Fonderies de Zinc de la Vieille-Montagne aan de slag, een maatschappij die zinkmijnen exploiteerde. In 1890 volgde hij er zijn vader aan de leiding op. Hij was tevens voorzitter van de Chambre française de commerce et de l'industrie de Belgique en vicevoorzitter van de Union française de bienfaisance.
Hij nam deel aan het onderdeel de vierspan voor paardrijden op de Olympische Zomerspelen van 1900 in Parijs. Hij was een grootoom van de Franse bobsleeër Henri Achille-Fould die deelnam aan de Olympische Winterspelen van 1948.